# Kristoffer Olsson
Kristoffer Olsson (Norrköping, 30 de junho de 1995) é um futebolista sueco que joga como meio-campo. Atualmente atua pelo Midtjylland e pela Seleção Sueca.
Em fevereiro de 2024, Olsson foi levado às pressas para o Hospital Universitário de Aarhus, em Aarhus, e colocado em um ventilador, depois que uma doença aguda o deixou inconsciente. O seu clube, o Midtjylland, divulgou um comunicado no qual afirma que a doença está relacionada com o cérebro.

## Títulos
Suécia
- Campeonato Europeu Sub-21: 2015